# Jevhen Zadoja
Jevhen Ihorovyč Zadoja (in ucraino Євген Ігорович Задоя?; Zaporižžja, 5 gennaio 1991) è un ex calciatore ucraino, di ruolo centrocampista.

## Caratteristiche tecniche
È un centrocampista difensivo.

## Carriera
Cresciuto nel settore giovanile del Metalurh Zaporižžja, ha debuttato in prima squadra il 18 aprile 2009 disputando l'incontro di Prem"jer-liha perso 1-0 contro il Dnipro. Ceduto all'Helios Charkiv prima in prestito e poi a titolo definitivo, ha giocato 102 incontri nella seconda divisione del paese prima di passare al Kolos Kovalivka.